# Спирит (филм, 2002)
Вижте пояснителната страница за други значения на Спирит.
„Спирит: Жребецът от Симарон“ или „Спирит“ (на английски: Spirit: Stallion of Cimmaron) американски анимационен филм от 2002 г., продуциран от DreamWorks Animation и разпространяван от DreamWorks Pictures. Филмът е режисиран от Кели Ашбър и Лорна Кук в техния режисьорски дебют, по сценарий на Джон Фуско. Филмът последва историята на мустанга жребец Спирит (озвучен от Мат Деймън чрез вътрешен диалог), който е отвлечен през Индианските войни от Кавалерията на Американските щати, той е освободен от един индианец на име Малък Приток (Litte Creek), който се опитва да го поведе обратно в селото Лакота. За разлика от начина, по който животните са представени в антропоморфен стил в други анимирани функции, Спирит и неговите други коне общуват помежду си чрез звуци и език на тялото като истински коне.
„Спирит“ е пуснат по кината на 24 май 2002 г. и печели 122,6 милиона щатски долара при бюджет от 80 милиона. Номиниран е за „Оскар“ за най-добър пълнометражен анимационен филм, който губи от японското аниме „Отнесена от духовете“ (Spirited Away) (2001). Анимационен сериал на Netflix, базиран на филма, озаглавен Spirit Riding Free, излъчен премиерно на 5 май 2017 г., последван от пълнометражна филмова адаптация на сериала, определен за излизане на 14 май 2021 г.

## Актьорски състав
- Мат Деймън – Спирит, мустанг, който разказва и историята
- Джеймс Кромуел – Полковникът
- Даниел Студи – Малък Приток, индиански войн, който се сприятелява със Спирит и също стопанин на Рейн
- Чопър Бренет – Сержант Адамс
- Джеф Лебеу – Мърфи, ковач, който се опитва да оправи Спирит, но Спирит не издържа и го пребива
  - Лебеу също озвучава Железопътния началник
- Ричард Макгонагъл – Бил, каубой, който се опитва да залови Спирит
- Мат Левин – Джо, един от каубоите, който е буден от Спирит, след като се опитва да залови Спирит
- Робърт Кейт – Джейк, един от каубоите, който се опитва да залови Спирит
- Чарлс Напиер – Рой, един от каубоите, който се опитва да залови Спирит
- Майкъл Хорс и Зан Макларнън – приятели на Малък Приток
- Доналд Фулилов – Началник по дърпането на влака
- Мередит Уелс – Малко индианско момиче

## „Спирит“ В България
В България първоначално е издаден на VHS от „Александра Видео“ на 24 декември 2003 г., по-късно е издаден на DVD от Prooptiki, после от A+Films през 2016 г.
Филмът прави премиерното си телевизионно излъчване на 21 август 2005 г. по bTV в неделя от 10:30 ч., второто излъчване е на 3 юни 2006 г. в събота от 13:00 ч. Третото и последно излъчване е на 6 май 2008 г. в петък от 10:00 ч.
Повторенията на филма са преместени по Нова телевизия на 14 юни 2009 г. до 2012 г., и по KinoNova през 2010 до 2014 г.